# 2023 en fantasy
| Années de la fantasy : 2020 - 2021 - 2022 - 2023 - 2024 - 2025 - 2026    |
| Décennies de la fantasy : 1990 - 2000 - 2010 - 2020 - 2030 - 2040 - 2050 |

L'année 2023 est marquée, dans le domaine de la fantasy, par les événements suivants.

## Décès
- 1 mai : Caiseal Mór, romancier australien.

## Romans - Recueils de nouvelles ou anthologies - Nouvelles
- 7 novembre : publication de Murtagh, spin-off à la fois du cycle de l'Héritage et de celui des Légendes d'Alagaësia, en version originale aux États-Unis, et de sa traduction en France dès le lendemain.

## Sorties vidéoludiques
- 3 août : sortie de Baldur's Gate III sur ordinateurs équipés de Microsoft Windows (6 septembre sur PlayStation 5 et 8 septembre sur Xbox Series)
- 23 octobre : sortie de Slay the Princess sur Ordinateur personnel (24 octobre 2024 sur consoles)